# Tátralomnic vasútállomás
Tátralomnic vasútállomás (Starý Smokovec) vasútállomás a Tátralomnicon az Eperjesi kerületben Szlovákiában. A Tátrai villamosvasút Ótátrafüred–Tátralomnic szárnyvonal (184) végállomása. Az állomás jelenleg a Železnice Slovenskej republiky (ŽSR) tulajdonában van, a Železničná spoločnosť Slovensko a.s. üzemelteti. 

## Története
Az állomás 1895-ben nyílt meg a Tátrai villamosvasút (TEŽ) Ótátrafüred–Tátralomnic (184) szárnyvonal részeként. 

## Fekvése
Az állomás Ótátrafüredtől 6 km-re keletre fekszik.

## Az állomás
Az állomásépület egy egyszintes épület, ami információs és jegyértékesítési helyiségeknek, valamint egy étteremnek ad otthont.

## Kapcsolódó állomások
A vasútállomáshoz az alábbi állomások vannak a legközelebb:
- Stará Lesná (Ótátrafüred vasútállomás, Starý Smokovec – Tatranská Lomnica railway line)

## Vasútvonalak
Az állomást az alábbi vasútvonalak érintik:
- 184 Ótátrafüred – Tátralomnic (Tátrai villamosvasút)